# 固定資産税評価額
固定資産税評価額（こていしさんぜいひょうかがく）とは、固定資産税を賦課するための基準となる評価額である。
固定資産税は、市町村が毎年1月1日（賦課期日）現在の土地、家屋等（固定資産）の所有者に対し、その固定資産税評価額をもとに課税する税金である。
土地基本法第16条により、国は適正な地価形成及び課税の適正化に資するため、土地の正常な価格を公示するとともに、公的土地評価について相互の均衡と適正化が図られるよう努めることと規定されたため、相続税評価額は公示価格の80%、土地の固定資産税評価額は公示価格の70%を基準に決定されることとなった。

## 評価の方法

### 固定資産の価格
固定資産の価格は、「適正な時価」をいうとされ、適正な時価とは特別な事情のない通常の取引において成立する価格をいうとされている。固定資産税は、固定資産そのものに着目して課税する税金であるから、当該所有者の担税力があるかどうかは考慮されない。従って、固定資産価格水準は市場価値とは本質的に異なるものである。バブル期以前は公示価格の30%程度と推定されるが、それ以降公的評価の一元化により70%とされたが議論のあるところである。なお、評価主体は市町村である。

### 土地の固定資産税評価額
土地の適正な時価は、売買実例価額から特別な事情による不正要因に係る価額を除外した正常売買価格に基づいて求めることとされている。実際の評価は、まず標準宅地について不動産鑑定士が正常価格を評価し、その価格に70%を乗じ、更に画地補正を施して土地の固定資産税評価額を求めている。なお、市街地評価にあたっては路線価を付設して求めることとされている。

### 家屋の固定資産税評価額
家屋の固定資産評価の方法は、評価の対象となった家屋と全く同一のものを、新たに建築しようとした場合において必要とされる建築費（再建築費）を求め、当該再建築費に当該家屋の経過年数に応ずる損耗の状況による減価等を考慮して、家屋の価格を求めるものとされている。

## 評価額の役割
固定資産税評価額は、当然固定資産税の課税標準としての役割を果たしているが、登録免許税及び不動産取得税の課税標準となる登録価格でもある。